# طواف أوقيانوسيا للدراجات 2021
طواف أوقيانوسيا للدراجات 2021 (بالإنجليزية: 2021 UCI Oceania Tour)‏ هو الموسم 17 من  طواف أوقيانوسيا للدراجات ‏،  بدأ في 13 يناير 2021،  وأختتم في 23 يناير 2021.

## السباقات
| طواف أوقيانوسيا للدراجات | طواف أوقيانوسيا للدراجات | طواف أوقيانوسيا للدراجات | طواف أوقيانوسيا للدراجات | طواف أوقيانوسيا للدراجات | طواف أوقيانوسيا للدراجات | طواف أوقيانوسيا للدراجات | طواف أوقيانوسيا للدراجات |
| التاريخ                  | #                        | السباق                   | الفائز                   | الثاني                   | الثالث                   |                          |                          |
| ------------------------ | ------------------------ | ------------------------ | ------------------------ | ------------------------ | ------------------------ | ------------------------ | ------------------------ |
| 13 – 17 يناير 2021       | 1                        | طواف نيوزيلندا الكلاسيكي | كوربين سترونغ            | Finn Fisher-Black ‏       | آرون جيت                 |                          |                          |
| 23 يناير                 | 2                        | غرافل آند تار            | آرون جيت                 | Luke Mudgway ‏            | ريان كريستنسن            |                          |                          |